# Grande Prêmio da França de 2022
O Grande Prêmio da França de 2022 (formalmente denominado Formula 1 Lenovo Grand Prix De France 2022) foi a décima segunda etapa da temporada de 2022 da Fórmula 1. Foi disputado em 24 de julho de 2022 no Circuito Paul Ricard, em Le Castellet, França.

## Resultados

### Treino classificatório
| 1                        | 16 | Charles Leclerc  | Ferrari               | 1:31.727  | 1:31.216 | 1:30.872  | 1   |
| 2                        | 1  | Max Verstappen   | Red Bull Racing-RBPT  | 1:31.891  | 1:31.990 | 1:31.176  | 2   |
| 3                        | 11 | Sergio Pérez     | Red Bull Racing-RBPT  | 1:32.354  | 1:32.120 | 1:31.335  | 3   |
| 4                        | 44 | Lewis Hamilton   | Mercedes              | 1:33.041  | 1:32.274 | 1:31.765  | 4   |
| 5                        | 4  | Lando Norris     | McLaren-Mercedes      | 1:32.672  | 1:32.777 | 1:32.032  | 5   |
| 6                        | 63 | George Russell   | Mercedes              | 1:33.109  | 1:32.633 | 1:32.131  | 6   |
| 7                        | 14 | Fernando Alonso  | Alpine-Renault        | 1:32.819  | 1:32.631 | 1:32.552  | 7   |
| 8                        | 22 | Yuki Tsunoda     | AlphaTauri-RBPT       | 1:33.394  | 1:32.836 | 1:32.780  | 8   |
| 9                        | 55 | Carlos Sainz Jr. | Ferrari               | 1:32.297  | 1:31.081 | Sem tempo | 191 |
| 10                       | 20 | Kevin Magnussen  | Haas-Ferrari          | 1:32.756  | 1:32.649 | Sem tempo | 201 |
| 11                       | 3  | Daniel Ricciardo | McLaren-Mercedes      | 1:33.404  | 1:32.922 | —         | 9   |
| 12                       | 31 | Esteban Ocon     | Alpine-Renault        | 1:33.346  | 1:33.048 | —         | 10  |
| 13                       | 77 | Valtteri Bottas  | Alfa Romeo-Ferrari    | 1:33.034  | 1:33.052 | —         | 11  |
| 14                       | 5  | Sebastian Vettel | Aston Martin-Mercedes | 1:33.285  | 1:33.276 | —         | 12  |
| 15                       | 23 | Alexander Albon  | Williams-Mercedes     | 1:33.423  | 1:33.307 | —         | 13  |
| 16                       | 10 | Pierre Gasly     | AlphaTauri-RBPT       | 1:33.4392 | —        | —         | 14  |
| 17                       | 18 | Lance Stroll     | Aston Martin-Mercedes | 1:33.4392 | —        | —         | 15  |
| 18                       | 24 | Guanyu Zhou      | Alfa Romeo-Ferrari    | 1:33.674  | —        | —         | 16  |
| 19                       | 47 | Mick Schumacher  | Haas-Ferrari          | 1:33.701  | —        | —         | 17  |
| 20                       | 6  | Nicholas Latifi  | Williams-Mercedes     | 1:33.794  | —        | —         | 18  |
| Tempo dos 107%: 1:38.148 |    |                  |                       |           |          |           |     |
| Fonte:                   |    |                  |                       |           |          |           |     |

Notas
- ↑1  – Carlos Sainz Jr. e Kevin Magnussen foram obrigados a iniciar a corrida na parte de trás do grid por exceder sua cota de elementos da unidade de potência.[4]
- ↑2  – Pierre Gasly e Lance Stroll definiram o tempo de volta idêntico na qualificação. Gasly foi classificado à frente de Stroll ao definir o tempo da volta mais cedo.[2]

### Corrida
| Pos.                                                                   | Nu. | Piloto           | Construtor            | Voltas | Tempo/Retirado      | Pit Stop | Pneus | Grid | Pontos |
| ---------------------------------------------------------------------- | --- | ---------------- | --------------------- | ------ | ------------------- | -------- | ----- | ---- | ------ |
| 1                                                                      | 1   | Max Verstappen   | Red Bull Racing-RBPT  | 53     | 1:30:02.112         | 1        |       | 2    | 25     |
| 2                                                                      | 44  | Lewis Hamilton   | Mercedes              | 53     | +10.587             | 1        |       | 4    | 18     |
| 3                                                                      | 63  | George Russell   | Mercedes              | 53     | +16.495             | 1        |       | 6    | 15     |
| 4                                                                      | 11  | Sergio Pérez     | Red Bull Racing-RBPT  | 53     | +17.310             | 1        |       | 3    | 12     |
| 5                                                                      | 55  | Carlos Sainz Jr. | Ferrari               | 53     | +28.872             | 2        |       | 19   | 10+1   |
| 6                                                                      | 14  | Fernando Alonso  | Alpine-Renault        | 53     | +42.879             | 1        |       | 7    | 8      |
| 7                                                                      | 4   | Lando Norris     | McLaren-Mercedes      | 53     | +52.026             | 1        |       | 5    | 6      |
| 8                                                                      | 31  | Esteban Ocon     | Alpine-Renault        | 53     | +56.959             | 1        |       | 10   | 4      |
| 9                                                                      | 3   | Daniel Ricciardo | McLaren-Mercedes      | 53     | +1:00.372           | 1        |       | 9    | 2      |
| 10                                                                     | 18  | Lance Stroll     | Aston Martin-Mercedes | 53     | +1:02.549           | 1        |       | 15   | 1      |
| 11                                                                     | 5   | Sebastian Vettel | Aston Martin-Mercedes | 53     | +1:04.494           | 1        |       | 12   |        |
| 12                                                                     | 10  | Pierre Gasly     | AlphaTauri-RBPT       | 53     | +1:05.448           | 1        |       | 14   |        |
| 13                                                                     | 23  | Alexander Albon  | Williams-Mercedes     | 53     | +1:08.565           | 1        |       | 13   |        |
| 14                                                                     | 77  | Valtteri Bottas  | Alfa Romeo-Ferrari    | 53     | +1:16.666           | 2        |       | 11   |        |
| 15                                                                     | 47  | Mick Schumacher  | Haas-Ferrari          | 53     | +1:20.394           | 2        |       | 17   |        |
| 16 1                                                                   | 24  | Guanyu Zhou      | Alfa Romeo-Ferrari    | 47     | Unidade de potência | 2        |       | 16   |        |
| Ret                                                                    | 6   | Nicholas Latifi  | Williams-Mercedes     | 40     | Dano por colisão    | 3        |       | 18   |        |
| Ret                                                                    | 20  | Kevin Magnussen  | Haas-Ferrari          | 37     | Dano por colisão    | 3        |       | 20   |        |
| Ret                                                                    | 16  | Charles Leclerc  | Ferrari               | 17     | Acidente            | —        |       | 1    |        |
| Ret                                                                    | 22  | Yuki Tsunoda     | AlphaTauri-RBPT       | 17     | Assoalho            | 2        |       | 8    |        |
| Volta mais rápida: Carlos Sainz Jr. (Ferrari) – 1:35.781 (na volta 51) |     |                  |                       |        |                     |          |       |      |        |
| Fonte:                                                                 |     |                  |                       |        |                     |          |       |      |        |

Notas
- ↑1 – Guanyu Zhou foi classificado ao completar mais de 90% da distância da corrida. Ele também recebeu uma penalidade de cinco segundos por causar uma colisão com Mick Schumacher. Sua posição final não foi afetada pela penalidade.

## Curiosidades
- Max Verstappen conquista a 27ª vitória na carreira e iguala o mesmo número de vitórias do escocês Jackie Stewart.
- Quarto pódio consecutivo de Lewis Hamilton.
- Tricentésimo grande prêmio de Lewis Hamilton.

## Voltas na liderança
| Nº de Voltas | Piloto          | Voltas |
| ------------ | --------------- | ------ |
| 35           | Max Verstappen  | 19–53  |
| 17           | Charles Leclerc | 1–17   |
| 1            | Lewis Hamilton  | 18     |

## 2022DHLFastest Pit Stop Award

### Resultado
| 1      | 1  | Max Verstappen   | Red Bull Racing-RBPT  | 2.44 | 25 |
| 2      | 10 | Pierre Gasly     | AlphaTauri-RBPT       | 2.53 | 18 |
| 3      | 3  | Daniel Ricciardo | McLaren-Mercedes      | 2.75 | 15 |
| 4      | 14 | Fernando Alonso  | Alpine-Renault        | 2.90 | 12 |
| 5      | 23 | Alexander Albon  | Williams-Mercedes     | 3.00 | 10 |
| 6      | 77 | Valtteri Bottas  | Alfa Romeo-Ferrari    | 3.08 | 8  |
| 7      | 24 | Guanyu Zhou      | Alfa Romeo-Ferrari    | 3.13 | 6  |
| 8      | 20 | Kevin Magnussen  | Haas-Ferrari          | 3.18 | 4  |
| 9      | 47 | Mick Schumacher  | Haas-Ferrari          | 3.48 | 2  |
| 10     | 5  | Sebastian Vettel | Aston Martin-Mercedes | 3.58 | 1  |
| Fonte: |    |                  |                       |      |    |

### Classificação
| Tabela do DHL Fastest Pit Stop Award \| Pos \| Construtor \| Pontos \| \| --- \| --------------------- \| ------ \| \| 1 \| Red Bull Racing-RBPT \| 277 \| \| 2 \| McLaren-Mercedes \| 249 \| \| 3 \| Ferrari \| 154 \| \| 4 \| Alpine-Renault \| 123 \| \| 5 \| Williams-Mercedes \| 111 \| \| 6 \| Aston Martin-Mercedes \| 97 \| \| 7 \| AlphaTauri-RBPT \| 79 \| \| 8 \| Mercedes \| 67 \| \| 9 \| Alfa Romeo-Ferrari \| 23 \| \| 10 \| Haas-Ferrari \| 10 \| |                       |        |
| Pos | Construtor            | Pontos |
| 1 | Red Bull Racing-RBPT  | 277    |
| 2 | McLaren-Mercedes      | 249    |
| 3 | Ferrari               | 154    |
| 4 | Alpine-Renault        | 123    |
| 5 | Williams-Mercedes     | 111    |
| 6 | Aston Martin-Mercedes | 97     |
| 7 | AlphaTauri-RBPT       | 79     |
| 8 | Mercedes              | 67     |
| 9 | Alfa Romeo-Ferrari    | 23     |
| 10 | Haas-Ferrari          | 10     |

## Tabela do campeonato após a corrida
Somente as cinco primeiras posições estão incluídas nas tabelas.
| Pos | Piloto           | Pontos | Var     |  |
| --- | ---------------- | ------ | ------- |  |
| 1   | Max Verstappen   | 233    | Estável |  |
| 2   | Charles Leclerc  | 170    | Estável |  |
| 3   | Sergio Perez     | 163    | Estável |  |
| 4   | Carlos Sainz Jr. | 144    | Estável |  |
| 5   | George Russell   | 143    | Estável |  |

| Pos | Construtor           | Pontos |         |
| --- | -------------------- | ------ | ------- |
| 1   | Red Bull Racing-RBPT | 396    | Estável |
| 2   | Ferrari              | 314    | Estável |
| 3   | Mercedes             | 270    | Estável |
| 4   | Alpine-Renault       | 93     | Aumento |
| 5   | McLaren-Mercedes     | 89     | Baixa   |